# Стряпуха (фильм)
«Стряпуха» — советский художественный фильм, лирическая кинокомедия режиссёра Эдмонда Кеосаяна, поставленный по одноимённой пьесе Анатолия Софронова. Премьера фильма состоялась в июне 1966 года.

## Сюжет
Комбайнёр Степан Казанец, влюбившийся в молодую вдову Павлину Хуторную, попытался было признаться ей в любви, но потерпел неудачу — получил от неё по голове половником. Эта скандальная история стала известна на весь район. Казачка покинула родную станицу Каневскую и устроилась на полевом стане стряпухой. Но Казанец не мог жить вдали от любимой и отправился за ней следом. Он поселяется у своего сослуживца Серафима Чайки, в которого влюблена бригадир Галина Сахно.

## В ролях
| Актёр                | Персонаж                                                                 |
| -------------------- | ------------------------------------------------------------------------ |
| Светлана Светличная  | Павлина Григорьевна Хуторная, стряпуха                                   |
| Иван Савкин          | Степан Казанец, комбайнер                                                |
| Людмила Хитяева      | Галина Сахно, бригадир полеводов                                         |
| Георгий Юматов       | Серафим Иванович Чайка, бригадир комбайнеров, сослуживец Степана Казанца |
| Константин Сорокин   | дед Слива, бывший стряпчий, сплетник, врун и выпивоха                    |
| Владимир Высоцкий    | Андрей Пчёлка, комбайнер, гармонист                                      |
| Инна Чурикова        | Варвара, буфетчица                                                       |
| Валерий Носик        | Григорий, муж Варвары                                                    |
| Григорий Михайлов    | Трофим Григорьевич, председатель колхоза                                 |
| Валентина Березуцкая | Мария, колхозница                                                        |
| Людмила Марченко     | Таисья, колхозница                                                       |
| Людмила Карауш       | Наталья, колхозница                                                      |
| Нина Никитина        | Дарья Архиповна, мать Галины                                             |
| Зоя Фёдорова         | глава жуликов на рынке                                                   |
| Павел Шпрингфельд    | Жак, жулик на рынке                                                      |
| Сергей Филиппов      | жулик на рынке                                                           |
| Эдуард Абалян        | жулик на рынке                                                           |
| Владимир Колокольцев | солдат, сослуживец Григория                                              |
| Владимир Сошальский  | продавец овощей на колхозном рынке (в титрах не указан)                  |
| Вера Бурлакова       | селянка (в титрах не указан)                                             |
| Владимир Дорофеев    | эпизодическая роль (в титрах не указан)                                  |
| Аркадий Иванов       | эпизодическая роль (в титрах не указан)                                  |

## Съёмочная группа
- Автор сценария: Анатолий Софронов
- Режиссёр-постановщик: Эдмонд Кеосаян
- Оператор: Фёдор Добронравов
- Художник: Виталий Гладников
- Композитор: Борис Мокроусов
- Режиссёр: Леонид Черток
- Дирижёр: Эмин Хачатурян

## Факты о фильме
Фильм снимался в Красногвардейском районе Республики Адыгея в 1964—65 годах и в станице Некрасовская Краснодарского края (подвесной мост).
Согласно некоторым[каким?] свидетельствам, роль В. Высоцкого частично озвучивает Эдмонд Кеосаян, а две песни вместо Высоцкого исполняет один из солистов хора.